# 東区 (広島市)
東区（ひがしく）は、広島市を構成する8つの行政区の一つ。

## 地理
1980年（昭和55年）、広島市が政令指定都市に移行し東区として発足。
旧市内と安芸郡安芸町を合併した部分からなる。旧市内、すなわち二葉、牛田、早稲田、戸坂中学校の学区域は、東区の西側および南側を境する太田川およびその分流の猿猴川に沿っており、標高261mの牛田山の四方にまとまった平地を有している。
旧安芸町域すなわち温品、福木中学校の学区域は、温品川（府中大川）の谷筋に沿って南西から北東に延びており、三方を標高682mの呉娑々宇山をはじめとする山に囲まれた面積22.7 km²の地区である。1960年代から住宅団地の造成が進み、さらに、1987年（昭和62年）に山陽自動車道広島東インターチェンジが供用開始されたことに伴って都市化が進んだ。

### 河川
- 太田川
- 猿猴川

### 山岳
- 高尾山 (424.5m)
- 呉娑々宇山 (682.2m)
- 藤ヶ丸山（665.4ｍ）
- 松笠山 (374.6m)
- 二ケ城山 (483.2m)
- 三本木山 (486.3m)
- 牛田山 (261.1m)
- 神田山 (178.7m)
- 尾長山 (185.7m)
- 二葉山 (139.0m)

### 隣接している自治体・行政区
- 広島市（中区、南区、西区、安佐南区、安佐北区、安芸区）
- 安芸郡府中町

### 町名
<>内は地域名である。
| - 曙（あけぼの） - 愛宕町（あたごまち） - <牛田（うした）> - 旧安芸郡牛田村にほぼ相当。 - 牛田旭（うしたあさひ） - 牛田新町（うしたしんまち） - 牛田中（うしたなか） - 牛田東（うしたひがし） - 牛田本町（うしたほんまち） - 牛田南（うしたみなみ） - 牛田山（うしたやま） - 牛田早稲田（うしたわせだ） - <馬木（うまき）> - 旧安芸郡安芸町大字馬木にほぼ相当。 - 馬木（うまき） - 馬木町（うまきちょう） - <尾長（おなが）> - 尾長（おなが） - 尾長東（おながひがし） - 尾長西（おながにし） - 上大須賀町（かみおおすがちょう） - <中山（なかやま）> - 旧安芸郡中山村にほぼ相当。 - 中山鏡が丘（なかやまかがみがおか） - 中山上（なかやまかみ） - 中山北町（なかやまきたまち） - 中山新町（なかやましんまち） - 中山中町（なかやまなかまち） - 中山西（なかやまにし） - 中山東（なかやまひがし） - 中山南（なかやまみなみ） - <温品（ぬくしな）> - 旧安芸町大字温品にほぼ相当。 - 上温品（かみぬくしな） - 温品（ぬくしな） - 温品町（ぬくしなちょう） | - 東蟹屋町（ひがしかにやちょう） - 光が丘（ひかりがおか） - 光町（ひかりまち） - <福田（ふくだ）> - 旧安芸町大字福田にほぼ相当。 - 福田（ふくだ） - 福田町（ふくだちょう） - 二葉の里（ふたばのさと） - <戸坂（へさか）> - 旧安芸郡戸坂村にほぼ相当。 - 戸坂出江（へさかいづえ） - 戸坂大上（へさかおおあげ） - 戸坂数甲（へさかかずこう） - 戸坂くるめ木（へさかくるめぎ） - 戸坂山崎町（へさかやまさきちょう） - 戸坂桜上町（へさかさくらうえまち） - 戸坂桜西町（へさかさくらにしまち） - 戸坂桜東町（へさかさくらひがしまち） - 戸坂城山町（へさかしろやまちょう） - 戸坂新町（へさかしんまち） - 戸坂千足（へさかせんぞく） - 戸坂惣田（へさかそうだ） - 戸坂町（へさかちょう） - 戸坂長尾台（へさかながおだい） - 戸坂中町（へさかなかまち） - 戸坂南（へさかみなみ） - 戸坂山根（へさかやまね） - 東山町（ひがしやまちょう） - <矢賀（やが）> - 旧安芸郡矢賀村にほぼ相当。 - 矢賀（やが） - 矢賀新町（やがしんまち） - 矢賀町（やがまち） - 山根町（やまねちょう） - 若草町（わかくさちょう） |

### 人口の変遷
- 1980年 117,286
- 1985年 122,668
- 1990年 122,715
- 1995年 124,829
- 2000年 123,258
- 2005年 121,222
- 2010年 120,751
- 2015年 120,155
- 2020年 120,083

## 公共施設

### 官公庁
- 広島市東区役所（東蟹屋町）
  - 温品出張所（温品）
  - 戸坂連絡所（戸坂出江）

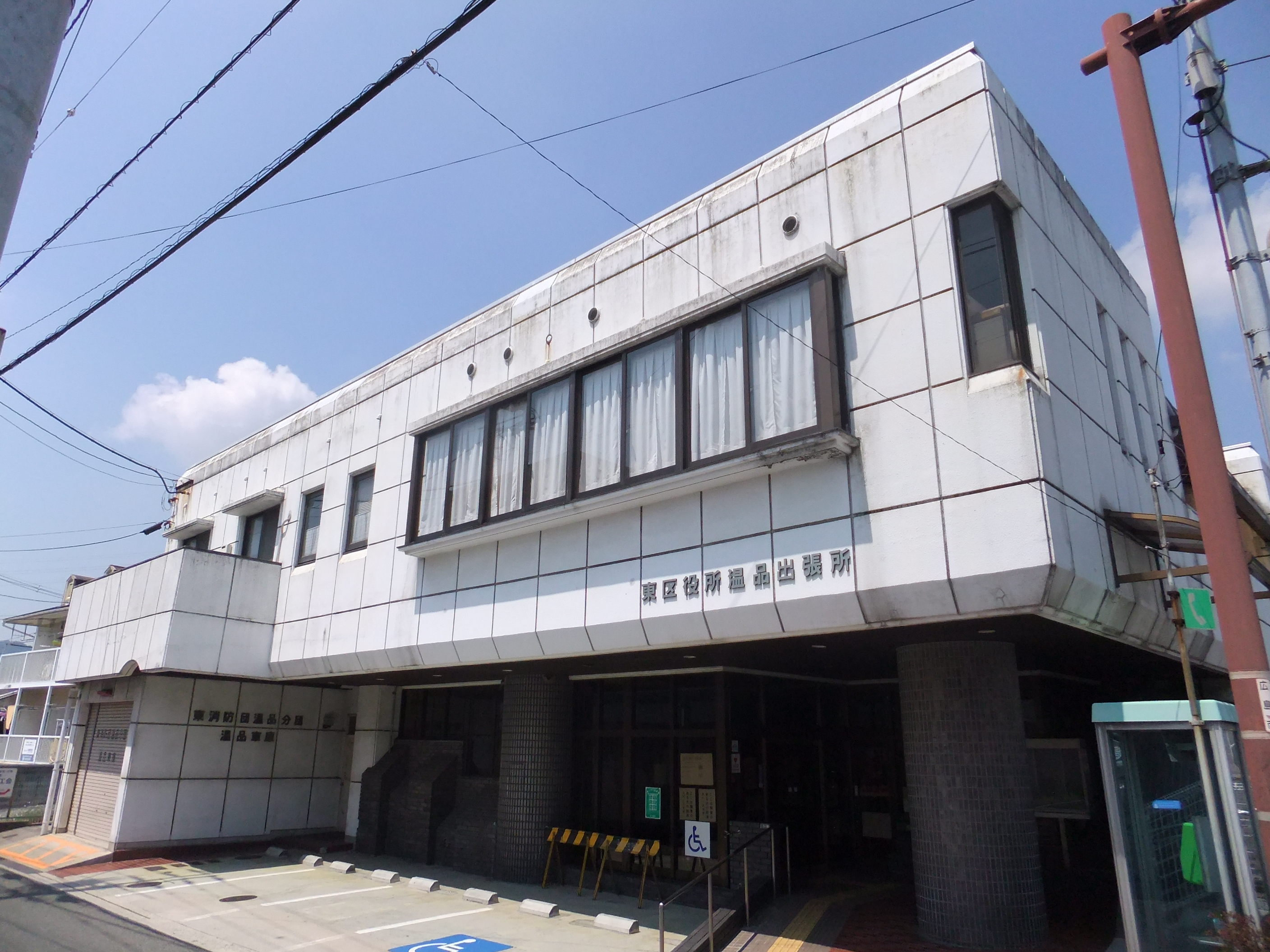
温品出張所
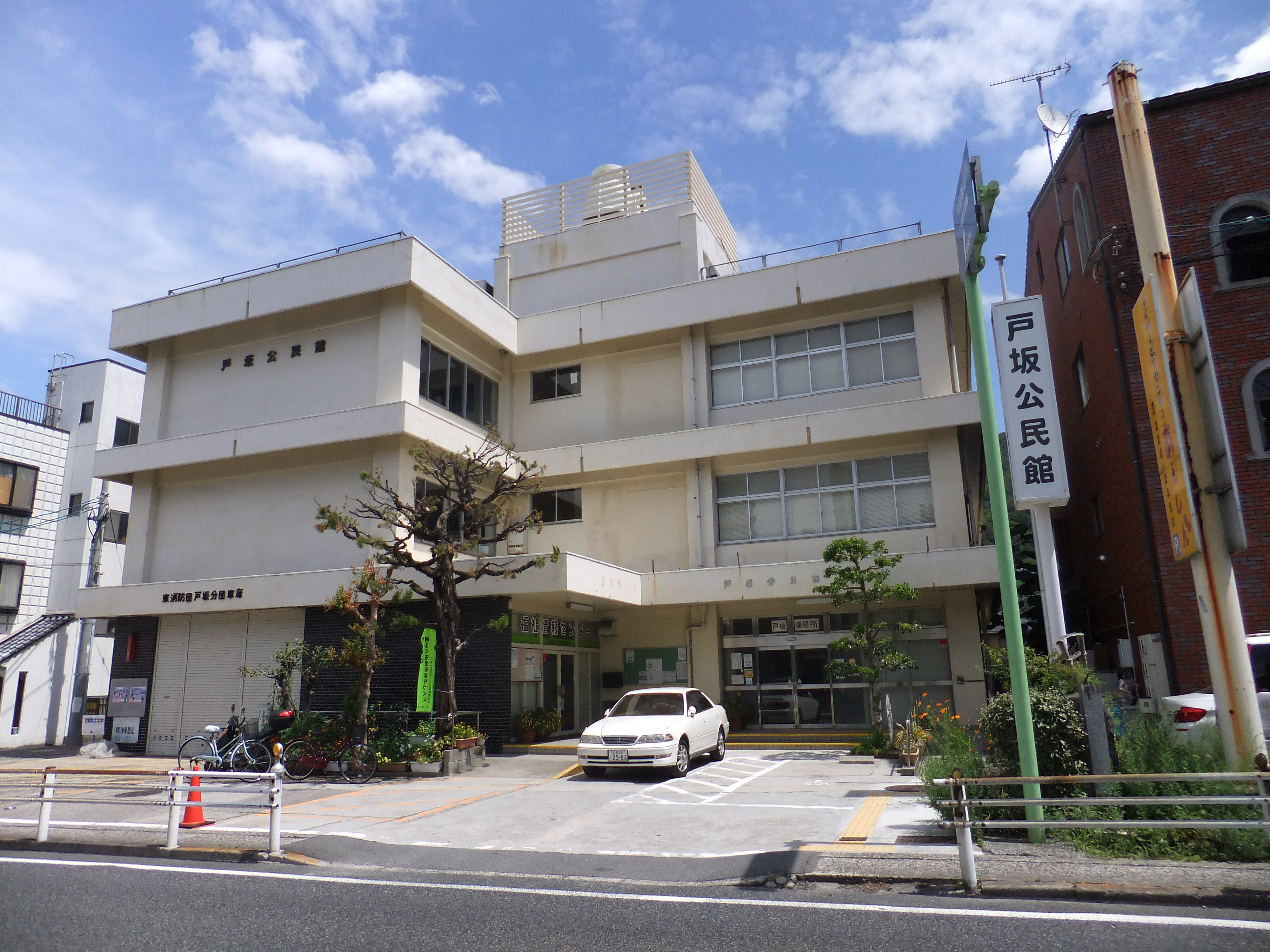
戸坂連絡所

#### 警察
- 広島東警察署（二葉の里） - 2018年（平成30年）9月1日に移転。広島市東区全域と安芸郡府中町を管轄。

#### 消防
- 広島市消防局東消防署（光町）
  - 福田出張所（福田）
  - 温品出張所（温品）
  - 戸坂出張所（戸坂新町）

### 文化施設

#### 図書館
- 広島市立東区図書館（東蟹屋町）

#### 区民センター
- 広島市東区民文化センター（東蟹屋町）

#### スポーツ施設
- マエダハウジング東区スポーツセンター（牛田新町）
- 広島市総合屋内プール（牛田新町）

#### 公園
- 牛田総合公園（牛田新町）
- 牛田緑地（牛田山）
- 菰口憩の森（温品）
- 広島県緑化センター 県立広島緑化植物公園（福田町）
- 広島市森林公園（福田町）
- 広島市 戸坂庭球場・運動広場（戸坂新町）

### メディア
- 広島テレビ放送（二葉の里） - 2018年（平成30年）9月23日、広島駅新幹線口前の新社屋に完全移転。

## 産業
広島駅北側を中心にJR関連企業や地場食品メーカー、および全国企業の支店・支社が集積している。近年、二葉の里地区は「エキキタ」として再開発が進み、オフィスビルが続々と建設されている。

### 東区に本社を置く企業
- A・I・C広島マネジメント（シェラトングランドホテル広島）（若草町）
- イズミ（二葉の里）
- 極東興和（光町）
- 香月堂（曙）
- 広成建設（上大須賀町）
- JR西日本広島メンテック（上大須賀町）
- つばめ交通（牛田本町）
- にしき堂（光町）
- ネストロジスティクス（馬木）
- 広島駅弁当（矢賀）
- 広島ガス北部販売（牛田新町）
- 広島県県民共済協同組合（光が丘）
- 広島高速道路公社（温品）
- 広島情報シンフォニー（牛田新町）
- 復建調査設計（光町）
- ユアーズ（二葉の里）
- ゆめカード（二葉の里）

### デパート・大規模商業施設
以下に記載する商業施設は大規模で広域集客力のある物に限定し、店舗の大まかな説明も記載している。百貨店はサテライト店舗でない物、ショッピングセンターは原則10,000m2以上（参照）としている。ただし、施設が集積しているなどしている場合は、例外的に掲載している場合もある。
- フォレオ広島東（温品） - 大和ハウスグループ企業のダイワ情報サービスが運営するコミュニティ型ショッピングセンター。東館、西館の2館構成で、核店舗は食品スーパーのマックスバリュである。イオンモール広島府中を補完している。

## 教育

### 大学
私立
- 広島女学院大学
- 比治山大学・比治山大学短期大学部

### 専門学校
- 中川学園広島総合教育専門学校
- ヒューマンウェルフェア広島専門学校（牛田新町）

### 高等学校
公立
- 広島市立広島商業高等学校
- 広島県立安芸高等学校

私立
- 広島桜が丘高等学校
- 広島県瀬戸内高等学校
- 広島城北高等学校 ※中高併設
- 第一高等学院ウィザス高等学校広島校

### 中学校
公立

| - 広島市立牛田中学校 - 広島市立温品中学校 - 広島市立福木中学校 | - 広島市立二葉中学校 - 広島市立戸坂中学校 - 広島市立早稲田中学校 |

私立
- 広島城北中学校 ※中高併設

### 小学校
公立

| - 広島市立牛田小学校 - 広島市立牛田新町小学校 - 広島市立尾長小学校 - 広島市立上温品小学校 | - 広島市立東浄小学校 - 広島市立中山小学校 - 広島市立温品小学校 - 広島市立福木小学校 | - 広島市立戸坂小学校 - 広島市立戸坂城山小学校 - 広島市立矢賀小学校 - 広島市立早稲田小学校 |

私立
- 広島城北小学校 ※休校中

### 幼稚園
公立
- 広島市立矢賀幼稚園（矢賀）
- 広島市立温品幼稚園（温品）
- 広島市立上温品幼稚園（上温品）
- 広島市立福木幼稚園（馬木）

私立

| - 的場幼稚園（山根町） - 二葉幼稚園（二葉の里） - あやめ幼稚園（牛田中） - 広島女学院ゲーンス幼稚園（牛田東） | - 広島城北幼稚園（戸坂城山町） - ゆうき幼稚園（戸坂大上） - 比治山大学短期大学部付属幼稚園（牛田新町） - 安芸みのる幼稚園（福田） |

### 保育園
公立

| - 広島市立福木保育園（馬木） - 広島市立温品保育園（温品） - 広島市立戸坂保育園（戸坂千足） - 広島市立東浄保育園（戸坂新町） | - 広島市立中山保育園（中山中町） - 広島市立わかくさ保育園（光町） - 広島市立あけぼの保育園（曙） |

私立
- 中山いづみ保育園（中山南）
- 広島光明学園保育所（牛田本町）
- 清水谷保育園（温品）
- 広島修道院保育センター(尾長西)

### その他
- 広島朝鮮初中高級学校（山根町）
- 広島県立広島中央特別支援学校（戸坂千足）

## 交通

### 鉄道
- 西日本旅客鉄道（JR西日本）
  - 芸備線：戸坂駅 - 矢賀駅 - （広島駅）
- 広島高速交通
  - 広島新交通1号線（アストラムライン）：牛田駅 - 不動院前駅 - （大町・広域公園前方面）

広島駅（南区松原町）は東区若草町・二葉の里に隣接しており、芸備線のほか山陽新幹線、山陽本線、呉線、可部線が発着する。また、天神川駅（南区東駅町）は東区矢賀新町に隣接しており、山陽本線、呉線が発着する。

### バス
東区内や隣接する広島駅新幹線口を発着する路線バスの主な系統と主な停留所は以下の通り。
- 2号線（広電バス[1]）：県庁前・八丁堀方面 - 広島駅南口 - 東区役所前 - 広電曙営業所前 - 矢賀入口 - 矢賀新町2丁目・矢賀駅入口・温品4丁目方面 / 天神川駅北・府中町内各方面
- 5号線（広電バス）：広電曙営業所前 - 愛宕町 - 広島駅新幹線口 - 鶴羽根神社前 - 饒津 - （牛田大橋 - 牛田本町） - 牛田南 - 牛田早稲田団地
- 6号線（広電バス）：江波・市役所前・紙屋町・八丁堀・白島町方面 - 牛田大橋 - 牛田本町 - 牛田南 - 牛田早稲田団地
- 12号線（広電バス）：仁保沖町・八丁堀・白島町方面 - 牛田大橋 - 牛田本町 - 東区スポーツセンター入口 - 不動院 - 千足 - 戸坂中学校 - 東浄小学校前
- イオンモールシャトル（広電バス）：広島駅新幹線口 - イオンモール広島府中
- 301,302号線 まちのわループ（広島バス・広電バス・広島交通）：広島駅新幹線口 - 女学院前 - 八丁堀 - 日赤病院前 - 県病院前 - 旭町 - 大学病院前 - 段原中央 - 広島駅南口
- 27号 中山線（広島バス[2]）：紙屋町・八丁堀・広島駅南口方面 - 鶴羽根神社前 - 広島駅新幹線口 - 愛宕町 - 大内越峠 - 中山踏切 - 戸坂中学校 - 戸坂東浄
- 29号 深川線（広島バス）：広島バスセンター・八丁堀・広島駅南口方面 - 鶴羽根神社前 - 広島駅新幹線口 - 愛宕町 - 大内越峠 - 中山踏切 - 上温品 - 福田 - 小河原車庫
- 30号線（広島交通[3] / 中国JRバス[4] 雲芸南線）：広島駅南口・広島バスセンター・新白島駅方面 - 東区スポーツセンター入口 - 不動院 - 千足 - 矢口・高陽ニュータウン方面

東区役所（東蟹屋町）へは「東区役所前」バス停もしくは「愛宕町」バス停で下車する。
東区に隣接する広島駅とその周辺、バスステーション広島駅北口（二葉の里）、不動院バス停（不動院前駅）には高速バスが発着する。広島駅新幹線口からはエアポートリムジン（広島空港）も発着している。高速バス「かぐや姫号」（広島市 - 竹原市）は東区役所前・矢賀新町二丁目・広島東インター（東区福田）のバス停にも停車する。

### 道路

#### 高速道路
- 山陽自動車道
  - 広島東IC
- 広島高速道路
- 1号線（温品バイパス）：広島東IC - 福田出入口 - 馬木出入口 - 温品出入口 - 間所出入口 - 温品JCT
- 2号線：温品JCT - 矢賀出入口
- 5号線（事業中）：温品JCT - 中山出入口 - 広島駅北口出入口

#### 一般国道
- 国道54号（祇園新道）

#### 県道
- 広島県道37号広島三次線
- 広島県道70号広島中島線（二葉通り・あけぼの通り・温品通り）
- 広島県道84号東海田広島線（二葉通り）
- 広島県道152号府中祇園線
- 広島県道264号中山尾長線（大内越通り）
- 広島県道271号八木広島線
- 広島県道472号広島東インター線（広島高速1号線）
- 広島県道473号府中仁保線（広島高速2号線）
- 広島県道474号温品二葉の里線（広島高速5号線）（予定線）

## 史跡・歴史的建造物
広島市の文化財(1)　有形文化財：建造物・広島市の文化財(10)　記念物：史跡・広島市の文化財(11)　記念物：名勝・広島市の文化財(12) 記念物：天然記念物・広島市の文化財(13)　登録文化財 より。
- 国宝

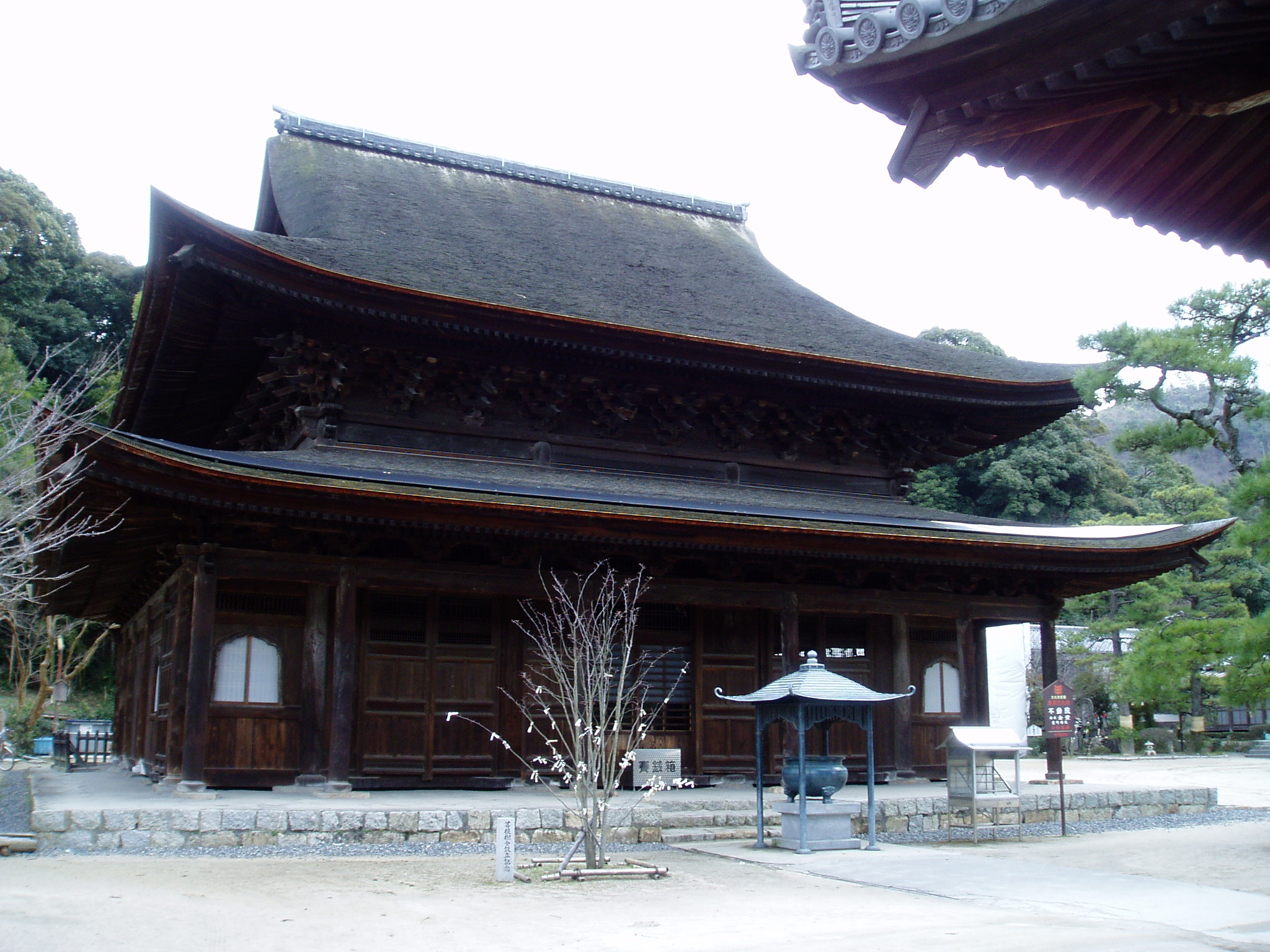
不動院

  - 不動院（「金堂」が指定、被爆建造物でもある）
- 重要文化財（国指定）
  - 國前寺（「本堂」「庫裏」が指定、被爆建造物でもある）
- 天然記念物（県指定）
  - 馬木八幡神社の社叢
- 史跡（県指定）
  - 木の宗山銅鐸銅剣出土地
  - 牛田の弥生文化時代の墳墓
  - 畳谷弥生遺跡群
- 重要有形文化財（市指定）
  - 広島東照宮（唐門及び翼廊、手水舎、本地堂、脇門が指定、被爆建造物でもある）
  - 國前寺（山門および参道を構成する境内地が指定）
- 史跡（市指定）
  - 長尾古墳群

## 東区出身の有名人
- 達川光男（元広島東洋カープ監督・捕手）
- 岩本貴裕（元プロ野球選手・広島東洋カープ）
- 永田利則（元広島東洋カープ・福岡ダイエーホークス選手・コーチ）
- 川内雄富（元プロ野球選手）
- 松下建太（元プロ野球選手）
- 井上晴哉（プロ野球選手・千葉ロッテマリーンズ）
- 薮田和樹（プロ野球選手・広島東洋カープ）
- 田村祐基（元プロサッカー選手）
- 奥田民生（ミュージシャン・UNICORN）
- 玉城ちはる（歌手）
- 二葉あき子（歌手）
- 西城秀樹（歌手・俳優）
- 三宅一生（ファッションデザイナー）
- 増本量（物理学者）
- 山本祥吉（調味学者）
- 大島賢三（元国連事務次長）
- 佐藤卓己（社会学者）
- 西村真二（コットン (お笑いコンビ)。元広島ホームテレビアナウンサー）
- 樫野有香（テクノポップユニットPerfume）
- 野村宗弘（漫画家）

## 市外局番・郵便番号
- 市外局番は区内全域082になる。
- 郵便番号は以下の通りとなっている。
  - 広島中央郵便局（中区）：730-00xx、730-08xx、730-85xx、730-86xx、730-87xx、732-00xx、732-85xx、732-86xx、732-87xx（732-8501、8511、8564 - 8566、8568、8765を除く）[注釈 1]